# 10036 McGaha
10036 McGaha eller 1982 OF är en asteroid i huvudbältet som upptäcktes den 24 juli 1982 av den amerikanske astronomen Edward L.G. Bowell vid Anderson Mesa Station. Den är uppkallad efter astronomen James E. McGaha.
Asteroiden har en diameter på ungefär 3 kilometer.